# Лаплас, Пьер-Симон
Пьер-Симо́н, маркиз де Лапла́с (фр. Pierre-Simon de Laplace; 23 марта 1749, Бомон-ан-Ож, Нормандия, Франция — 5 марта 1827, Париж, Франция) — французский математик, механик, физик и астроном; известен работами в области небесной механики, дифференциальных уравнений, один из создателей теории вероятностей. Заслуги Лапласа в области чистой и прикладной математики и особенно в астрономии громадны: он усовершенствовал почти все разделы этих наук.
Лаплас состоял членом шести академий наук и королевских обществ, в том числе Петербургской Академии (1802), и членом Французского Географического общества. Его имя внесено в список величайших учёных Франции, помещённый на первом этаже Эйфелевой башни.

## Биография
Родился в зажиточной крестьянской семье в Бомон-ан-Ож, в Нормандии. Отец Лапласа некоторое время был мэром этого городка. В семье была ещё старшая сестра Мари-Анн. Мальчик учился в школе бенедиктинцев, из которой вышел, однако, убеждённым атеистом. Состоятельные соседи помогли способному юноше в 1765 году поступить в университет города Кан.
Посланный им в Турин и напечатанный там мемуар «Sur le calcul intégral aux différences infiniment petites et aux différences finies» (1766) обратил на себя внимание учёных, и Лаплас был приглашён в Париж. Там он послал ДʼАламберу мемуар об общих принципах механики. Тот сразу оценил юношу и помог устроиться преподавателем математики в Военную академию.
Уладив житейские дела, Лаплас сразу приступил к штурму «главной проблемы небесной механики»: исследованию устойчивости Солнечной системы. Одновременно он публиковал важные работы по теории определителей, теории вероятностей, математической физике и др.
В 1773 году, виртуозно применив математический анализ, Лаплас доказал, что орбиты планет устойчивы, и их среднее расстояние от Солнца не меняется от взаимного влияния (хотя испытывает периодические колебания). Даже Ньютон и Эйлер не были в этом уверены. Правда, позже выяснилось, что Лаплас не принял во внимание приливное трение, замедляющее вращение, и другие важные факторы. За эту работу 24-летний Лаплас был избран адъюнктом Парижской Академии наук.
В 1785 году Лаплас был избран действительным членом Парижской Академии наук. В этом же году, на одном из экзаменов, Лаплас высоко оценил знания 16-летнего абитуриента Бонапарта. Впоследствии их отношения были неизменно тёплыми. Спустя 12 лет Лаплас рекомендовал генерала Бонапарта в Институт Франции (так тогда называлась Академия наук).
В революционные годы Лаплас принял руководящее участие в работах комиссии по введению метрической системы и читал лекции в Нормальной школе. На всех этапах бурной политической жизни тогдашней Франции Лаплас никогда не вступал в конфликты с властями, которые почти неизменно осыпали его почестями. Простонародное происхождение Лапласа не только предохранило его от репрессий революции, но и позволило занимать высокие должности. Свои политические взгляды он никогда не афишировал.
Во время якобинского террора 1793—1794 годов Академия наук была закрыта, а из Комиссии мер и весов изгнали всех «умеренных», включая Лапласа. Астроном Жан Байи, близкий друг Лапласа, был схвачен и казнён на гильотине. Лаплас вместе с семьёй уехал из Парижа в Мелён, где начал работу над «Небесной механикой» и «Изложением системы мира». После падения и казни Робеспьера Академия была восстановлена (под названием «Национальный институт наук и искусств»), Лапласу поручили руководить Бюро долгот (так называется французский Астрономический институт). Комиссия мер и весов возобновила работу и благополучно завершила её в 1795 году, основная единица длины по предложению Лапласа была названа метром.
С 1795 года Лаплас читает лекции по теории вероятностей в только что открытой Нормальной школе, куда он был приглашен как профессор математики, вместе с Лагранжем, декретом Национального конвента.
В 1796 году опубликовано «Изложение системы мира» — популярный очерк результатов, позднее опубликованных в «Небесной механике», без формул и ярко изложенный; книга получила широкую известность, только при жизни автора переиздавалась 4 раза, переведена на многие языки мира. В 1799 году вышли первые два тома главного труда Лапласа — классической «Небесной механики» (именно Лаплас ввёл этот термин). В этой книге излагаются движение планет, их возможные формы, теория приливов. Работа над монографией продолжалась 26 лет: том III вышел в 1802 году, том IV — в 1805-м, том V — в 1823—1825 годах. Стиль изложения был излишне сжатым, множество выкладок автор заменял словами «легко видеть, что…». Однако глубина анализа и богатство содержания сделали этот труд настольной книгой астрономов XIX века. В одном из примечаний Лаплас мимоходом изложил знаменитую гипотезу о происхождении Солнечной системы из газовой туманности, ранее высказанную Кантом. В третьем издании «Небесной механики» (1813) Лаплас существенно расширил изложение своей космогонической гипотезы.

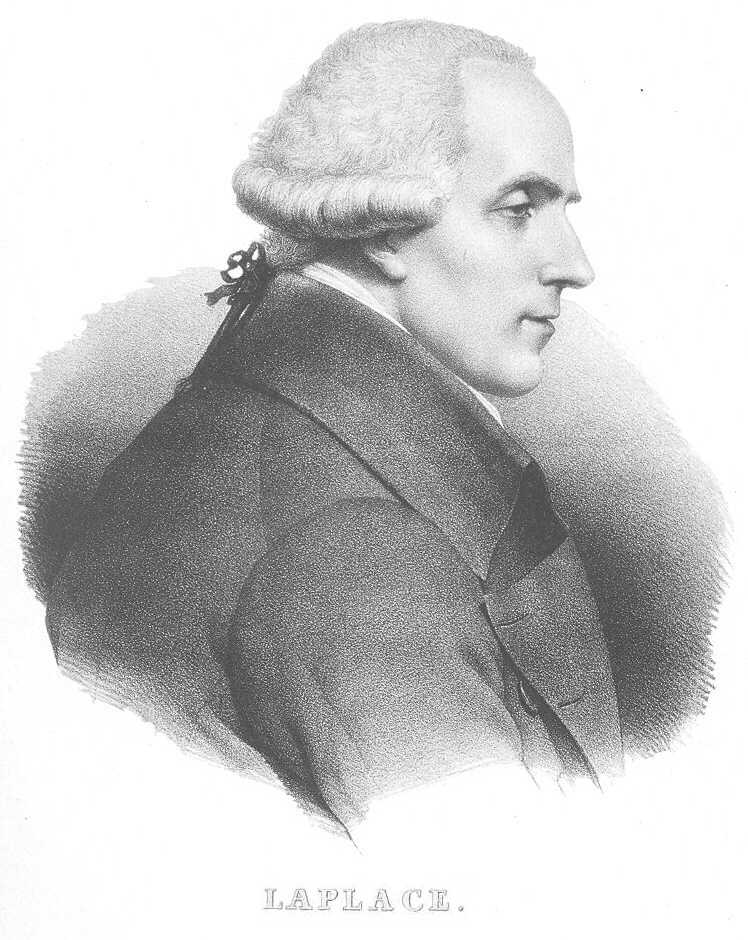
Лаплас в 1820-е годы

Наполеон наградил Лапласа титулом графа Империи и всеми мыслимыми орденами и должностями. Он даже пробовал его на посту министра внутренних дел, но спустя 6 недель предпочёл признать свою ошибку. Лаплас внёс в управление, как выразился позднее Наполеон, «дух бесконечно малых», то есть мелочность. Впрочем, взамен утраченной должности министра Наполеон назначил Лапласа сенатором. Среди распоряжений, которые успел сделать министр Лаплас, был приказ о назначении пенсии вдове казнённого Байи. Титул графа, данный ему в годы империи, Лаплас сменил вскоре после реставрации Бурбонов на титул маркиза (1817) и члена палаты пэров.
В 1812 году появилась последняя монография 63-летнего Лапласа — грандиозная «Аналитическая теория вероятностей», в которой Лаплас также подытожил все свои и чужие результаты. В 1814 году он опубликовал популярное изложение этого труда: «Опыт философии теории вероятностей», второе и четвёртое издания которого послужили введением ко второму и третьему изданию «Аналитической теории вероятностей». «Опыт философии теории вероятностей» был опубликован в переводе на русский язык в 1908 году, переиздан в 1999 году.
В апреле 1823 года Парижская академия наук торжественно отметила 50-летнюю годовщину принятия Лапласа в члены Академии.
Умер Лаплас от простудного заболевания 5 марта 1827 года в собственном имении под Парижем, на 78-м году жизни.

## Семья
В 1788 году 39-летний Лаплас женился на Марии-Шарлотте де Курти де Романж (Marie-Anne-Charlotte de Courty de Romange; 1769—1862), восемнадцатилетней девушке из дворянской семьи в Безансоне. Свадьба праздновалась в Сен-Сюльпис в Париже. У супругов родились двое детей — сын Шарль-Эмиль (1789—1874), будущий генерал, и дочь Софи-Сюзанна (1792—1813). У Шарля-Эмиля потомков не было; напротив, у его дочери, несмотря на раннюю смерть, была дочь, от которой произошло многочисленное потомство.

## Научная деятельность

### Математика

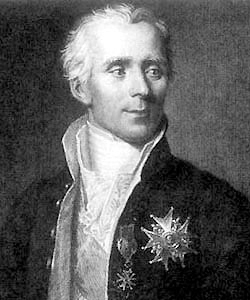
Лаплас в годы Империи

При решении прикладных задач Лаплас разработал методы математической физики, широко используемые и в наше время. Особенно важные результаты относятся к теории потенциала и специальным функциям. Его именем названо преобразование Лапласа и уравнение Лапласа.
Он далеко продвинул линейную алгебру; в частности, Лаплас дал разложение определителя по минорам.
Лаплас расширил и систематизировал математический фундамент теории вероятностей, ввёл производящие функции. Первая книга «Аналитической теории вероятностей» посвящена математическим основам; собственно теория вероятностей начинается во второй книге, в применении к дискретным случайным величинам. Там же — доказательство предельных теорем Муавра — Лапласа и приложения к математической обработке наблюдений, статистике народонаселения и «нравственным наукам».
Лаплас развил также теорию ошибок и приближений методом наименьших квадратов.

### Астрономия

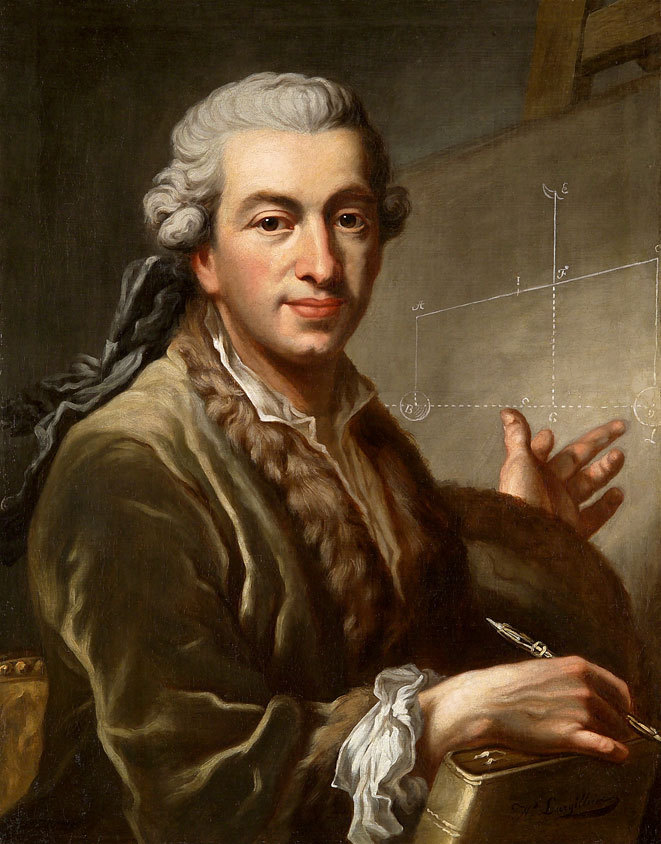
Портрет Пьера-Симона де Лапласа. Иоганн Эрнст Хейнсиус, 1775 год

В «Небесной механике» Лаплас подвел итоги как собственным исследованиям в этой области, так и трудам своих предшественников, начиная с Ньютона. Он дал всесторонний анализ известных движений тел Солнечной системы на основе закона всемирного тяготения и доказал её устойчивость в смысле практической неизменности средних расстояний планет от Солнца и незначительности колебаний остальных элементов их орбит. Наряду с массой специальных результатов, касающихся движений отдельных планет, спутников и комет, фигуры планет, теории приливов и т. д., важнейшее значение имело общее заключение, опровергавшее мнение (которое разделял и Ньютон), что поддержание настоящего вида Солнечной системы требует вмешательства каких-то посторонних сверхъестественных сил.
Лаплас доказал устойчивость солнечной системы, состоящую в том, что благодаря движению планет в одну сторону, малым эксцентриситетам и малым взаимным наклонам их орбит, должна существовать неизменяемость средних расстояний планет от Солнца, а колебания прочих элементов орбит должны быть заключены в весьма тесные пределы.
Лаплас предложил первую математически обоснованную космогоническую гипотезу образования всех тел Солнечной системы, называемую его именем: гипотеза Лапласа. Он также первый высказал предположение, что некоторые наблюдаемые на небе туманности на самом деле — галактики, подобные нашему Млечному Пути.
Он далеко продвинул теорию возмущений и убедительно показал: все отклонения положения планет от предсказанных законами Ньютона (точнее говоря, предсказанных решением задачи двух тел) объясняются взаимовлиянием планет, которое можно учесть с помощью тех же законов Ньютона. Ещё в 1695 году Галлей обнаружил, что Юпитер в течение нескольких веков постепенно ускоряется и приближается к Солнцу, а Сатурн, наоборот, замедляется и удаляется от Солнца. Некоторые учёные полагали, что в конце концов Юпитер упадёт на Солнце. Лаплас открыл причины этих смещений (неравенств) — взаимовлияние планет, и показал, что это не более чем периодические колебания, и всё возвращается в исходное положение каждые 929 лет.
До открытий Лапласа немало учёных пытались объяснить отклонения теории от наблюдений движением эфира, конечной скоростью тяготения и иными не-ньютоновскими факторами; Лаплас надолго похоронил подобные попытки. Он, как ранее Клеро, провозгласил: в небесной механике нет иных сил, кроме ньютоновских, и аргументированно обосновал этот тезис.
Лаплас открыл, что ускорение в движении Луны, приводившее в недоумение всех астрономов (вековое неравенство), тоже является периодическим изменением эксцентриситета лунной орбиты, и возникает оно под влиянием притяжения крупных планет. Рассчитанное им смещение Луны под влиянием этих факторов хорошо соответствовало наблюдениям.
По неравенствам в движении Луны Лаплас уточнил сжатие земного сфероида. Вообще исследования, произведенные Лапласом в движении нашего спутника, дали возможность составить более точные таблицы Луны, что, в свою очередь, способствовало решению навигационной проблемы определении долготы на море.
Лаплас первый построил точную теорию движения галилеевых спутников Юпитера, орбиты которых из-за взаимовлияния постоянно отклоняются от кеплеровских. Он также дал объяснение «соотношению Варгентина» между орбитальными углами спутников с точки зрения законов Ньютона. Это объяснение получило название «резонанса Лапласа».
Вычислив условия равновесия кольца Сатурна, Лаплас доказал, что они возможны лишь при быстром вращении планеты около оси, и это действительно было доказано потом наблюдениями Уильяма Гершеля.
Лаплас разработал теорию приливов при помощи двадцатилетних наблюдений уровня океана в Бресте.
Опередив своё время, Лаплас в «Изложении системы мира» (1796) фактически предсказал «чёрные дыры»:

Если бы диаметр светящейся звезды с той же плотностью, что и Земля, в двести пятьдесят раз превосходил диаметр Солнца, то вследствие притяжения звезды ни один из испущенных ею лучей не смог бы дойти до нас; следовательно не исключено, что самые большие из светящихся тел по этой причине являются невидимыми.
— Laplace P. S., 1795, Le Systeme du Monde, vol.II, Paris]
Однако из четвёртого издания эта смелая гипотеза была удалена.

### Физика
Лапласу принадлежит барометрическая формула, связывающая плотность воздуха, высоту, влажность и ускорение свободного падения. Занимался также геодезией и теорией рефракции.
Совместно с Антуаном Лавуазье в 1779—1784 годах учёный занимался вопросами теории теплоты, изобрёл ледяной калориметр. Лаплас опубликовал ряд работ по теории капиллярности и установил закон для капиллярного давления.
В 1809 году Лаплас занимался проблемами акустики; он вывел формулу для скорости распространения звука в воздухе. Также важные исследования относятся к гидродинамике.
Лаплас облек закон Био-Савара в математическую форму элементарного взаимодействия между элементом электрического тока и намагниченной точкой.
Предложил способ определения скорости распространения гравитационного взаимодействия тел.

## Философские взгляды
Широко известен диалог Лапласа с Наполеоном:

— Вы написали такую огромную книгу о системе мира и ни разу не упомянули о его Творце!

— Сир, я не нуждался в этой гипотезе.
Оригинальный текст (фр.)«M. Laplace, on me dit que vous avez écrit ce volumineux ouvrage sur le système de l’Univers sans faire une seule fois mention de son Créateur ».

«Sire, je n’ai pas eu besoin de cette hypothèse.»
— Диалог Лапласа с Наполеоном
Однако Эрве Фай писал в 1884 году следующее:

На деле Лаплас никогда не говорил этого. Вот, как мне кажется, что произошло на самом деле. Ньютон, веривший, что вековые возмущения, которые он обозначил в своей теории, в итоге уничтожат Солнечную систему, где-то говорит, что Богу приходится вмешиваться время от времени, чтобы врачевать зло и как-то поддерживать работу системы. Это, однако, чистое предположение, внушённое Ньютону неполным обзором условий устойчивости нашего маленького мира. Наука в то время была ещё недостаточно развита, чтобы полностью обозревать эти условия. Но Лаплас, нашедший их путём глубокого анализа, ответил Первому консулу, что Ньютон напрасно привлёк Божественное вмешательство, чтобы время от времени настраивать машину мира (la machine du monde), и что он, Лаплас, не нуждался в таком допущении. Следовательно, не Бога Лаплас считал гипотезой, а его вмешательство в определённом месте.
Молодой коллега Лапласа, астроном Франсуа Араго, который в 1827 году произнёс речь в его честь перед французской Академией наук, говорил Фаю, что искажённая версия беседы Лапласа с Наполеоном была распространена уже к концу жизни Лапласа. Фай писал:

Г-н Араго ручался мне, что Лаплас, которого незадолго до смерти предупредили, что эту историю собираются опубликовать в биографическом собрании, попросил его потребовать от издателя удалить её. Было необходимо или объяснить, или убрать её, а второй путь был самым простым. Но, к сожалению, её не убрали и не объяснили.
Тем не менее Лаплас имел прочную репутацию атеиста. Несколько источников приводят продолжение беседы Наполеона с Лапласом; согласно им, Наполеон позднее пересказал Лапласу ответное замечание Лагранжа: Бог является прекрасной гипотезой, она многое объясняет. Лаплас на это сухо возразил: «Эта гипотеза, сир, на самом деле вообще всё объясняет, но не позволяет ничего предсказать».
Лаплас был приверженцем абсолютного детерминизма. Он утверждал, что если бы какое-нибудь разумное существо смогло узнать положения и скорости всех частиц в мире в некий момент, оно могло бы совершенно точно предсказать все мировые события. Такое гипотетическое существо впоследствии было названо демоном Лапласа. Ошибочность подобной предопределённости была отмечена задолго до появления вероятностной квантовой механики — ещё в начале XX века Анри Пуанкаре обнаружил принципиально непредсказуемые процессы, в которых ничтожное изменение исходного состояния вызывает со временем сколь угодно большие отклонения в конечном состоянии.

## Личные качества
Современники отмечали доброжелательность Лапласа по отношению к молодым учёным, всегдашнюю готовность оказать помощь. Отношение его к коллегам было гораздо более сдержанным, современники часто упрекали Лапласа в высокомерии, пренебрежении к вопросам приоритета — в своих трудах он часто не ссылался на первооткрывателей.
Лаплас являлся одним из выдающихся деятелей французского масонства. Он был почётным великим мастером Великого востока Франции.

## Награды
- Орден Почётного легиона:
  - большой крест (22 мая 1825)
  - великий офицер (14 июня 1804 (25 прериаля XII))
  - кавалер (2 октября 1803 (9 вандемьера XII))
- Орден Воссоединения, большой крест (3 апреля 1813)
- Титул маркиза (1817)

## Память
В честь учёного названы:
- кратер на Луне;
- астероид (4628) Лаплас;

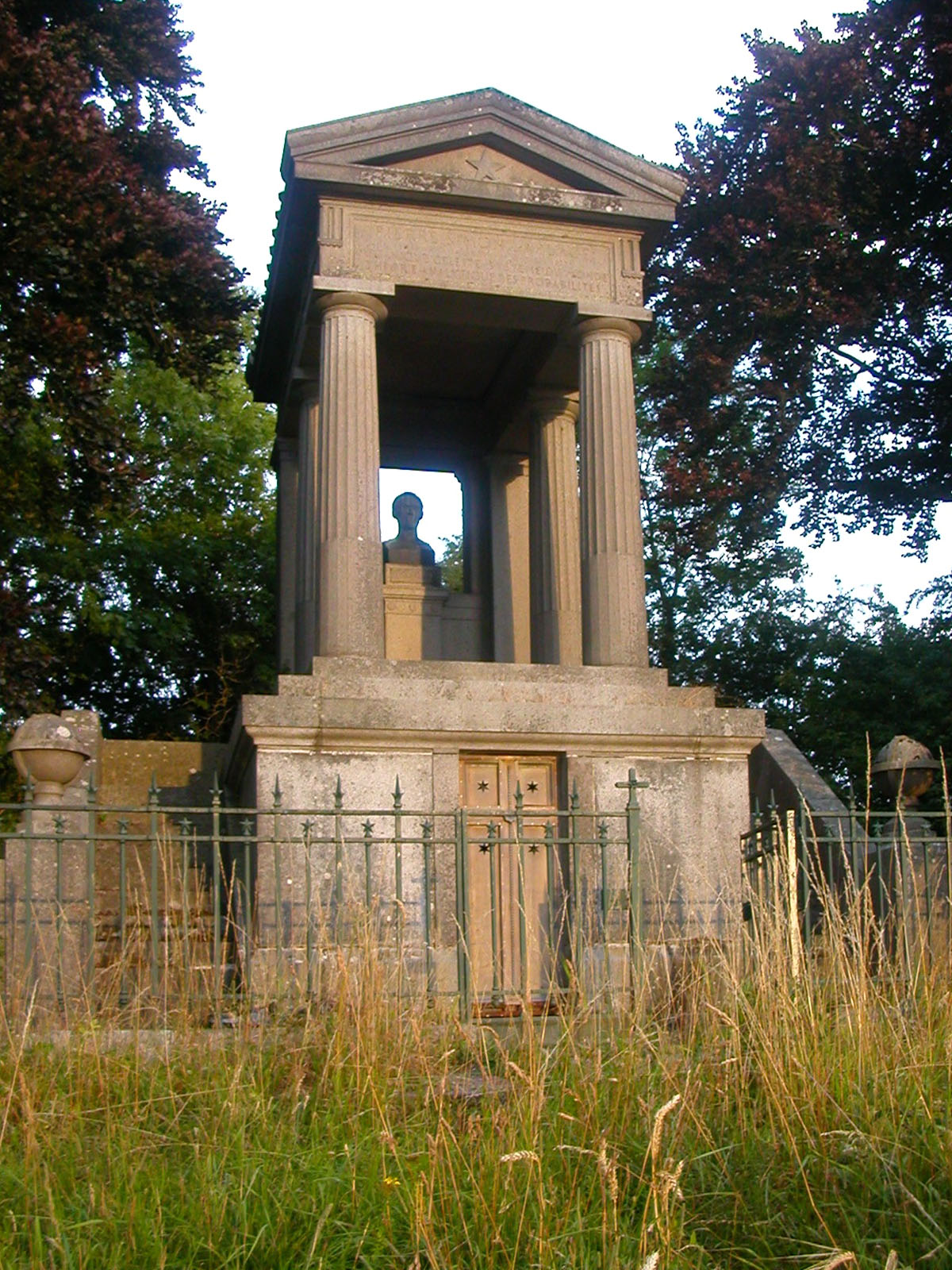
Могила Лапласа

- многочисленные понятия и теоремы в математике.

Лаплас был похоронен на кладбище Пер-Лашез в Париже, но в 1888 году его останки были перенесены в Сен-Жюльен-де-Майок (фр. St Julien де Mailloc) в кантоне Орбек и перезахоронены в родовом имении. Могила находится на холме с видом на деревню .

## Труды
- Œuvres complètes de Laplace, 14 vol. (1878—1912), Paris: Gauthier-Villars (in French) (PDF copy from Gallica)
- Marquis de la Place. Mécanique céleste. Hillard, Gray, Little, and Wilkins, 1829.
- Laplace P. S. Le Systeme du Monde. — Paris, 1795.
  - Русский перевод: Лаплас П. С. Изложение системы мира. — Л.: Наука, 1982. — 376 с.
- Лаплас П. С. Опыт философии теории вероятностей // Вероятность и математическая статистика: Энциклопедия / Гл. ред. Ю. В. Прохоров. — М.: Большая Российская энциклопедия, 1999. — С. 834—869.